# Strážnice
Strážnice là một thị trấn thuộc huyện Hodonín, vùng Jihomoravský, Cộng hòa Séc.